# Brotogeris
Brotogeris Vigors, 1825 è un genere di uccelli della famiglia degli Psittacidi.

## Descrizione
Al genere Brotogeris appartengono alcune specie di pappagalli medio-piccoli a corpo compatto e spesso coda allungata e sottile, visto che solo le timoniere centrali sono lunghe; caratterizzati in generale da una colorazione base verde, dalla totale assenza di dimorfismo sessuale, dalla buona presenza in natura e da una scarsa diffusione in cattività. Si nutrono di sementi, frutta, germogli, insetti e nidificano nel cavo degli alberi.

## Tassonomia
Il genere Brotogeris comprende le seguenti specie:
- Brotogeris chiriri (Vieillot, 1818) - parrocchetto chiriri
- Brotogeris chrysoptera (Linnaeus, 1766) - parrocchetto alidorate
- Brotogeris cyanoptera (Salvadori, 1891) - parrocchetto alicobalto
- Brotogeris jugularis (Müller, 1776) - parrocchetto mentoarancio
- Brotogeris pyrrhoptera (Latham, 1801) - parrocchetto guancegrigie
- Brotogeris sanctithomae (Müller, 1776) - parrocchetto tui
- Brotogeris tirica (Gmelin, 1788) - parrocchetto disadorno
- Brotogeris versicolurus (Müller, 1776) - parrocchetto alicanarino